# Ligne bifilaire
Une ligne bifilaire est une ligne de transmission constituée de deux fils parallèles séparés par un isolant.

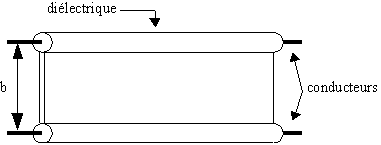
Ligne bifilaire

Elle est principalement caractérisée par :
- son impédance caractéristique Zc, typiquement 300 ohms pour les antennes de TV et FM par le passé - 450 et 600 ohms en émission radio ;
- sa constante d'affaiblissement α à une fréquence donnée, qui traduit les pertes dans la ligne ;
- un facteur de vélocité qui dépend du matériau isolant et des fenêtres vides dans celui-ci. Typiquement on trouve 0,66 pour du polyéthylène plein, 0,85 s'il possède des fenêtres et de 0,92 à 0,97 pour une ligne constituée de fils parallèles munis d'écarteurs en matière plastique ;
- une tension de claquage déterminée par le rapport d'ondes stationnaires admissible beaucoup plus élevé que pour une ligne coaxiale.

## Hautes fréquences
La ligne bifilaire a été utilisée pour relier une antenne de réception TV à un téléviseur, le câble coaxial la remplace depuis longtemps. Elle est économique, mais souffre de plusieurs inconvénients par rapport à son concurrent, la ligne coaxiale :
- elle doit être placée suffisamment loin des murs, gouttières etc. car la présence d'objets - surtout métalliques - influence la propagation du signal dans la ligne ;
- les pertes augmentent au fil du temps, des particules de poussière se déposant sur le support isolant ; les lignes professionnelles sont ajourées et n'ont pas ce problème.

En émission haute fréquence, lorsque la distance b entre les conducteurs n'est plus négligeable par rapport à la longueur d'onde du signal se propageant dans la ligne, la ligne rayonne si le couplage externe n'est pas symétrique, ce qui provoque des pertes s'ajoutant à celles dues à la résistance des fils et aux pertes dans le diélectrique. Une des solutions est parfois de torsader légèrement la ligne. Par ailleurs lorsque le ROS est très élevé, la présence d'ondes stationnaires induit des pertes supplémentaires qui peuvent être grandes — mais bien inférieures à celles d'une ligne coaxiale.

### Circuits imprimés
On trouve des lignes bifilaires en circuits imprimés traitant des signaux à très haute fréquence, dont la longueur d'onde dans le circuit est comparable à la distance entre deux composants. Quand la longueur d'onde est très supérieure aux dimensions du circuit, on peut négliger les phénomènes liés à la propagation du signal, et on utilise des connexions par un seul conducteur, avec retour par une masse commune à plusieurs liaisons.

## Basses fréquences
La théorie des lignes bifilaires a son origine dans les calculs concernant les lignes téléphoniques, constituées autrefois d'une paire de conducteurs de 4 mm de diamètre parallèles espacés de 30,5 cm (1 pied) suspendus dans l'air, donnant une impédance caractéristique de 600 ohms, torsadée à raison d'un quart de tour entre chaque poteau.
D'une façon générale, l'impédance caractéristique d'un ligne à fils parallèles isolés par l'air se calcule par la formule
où D est la distance entre les deux fils, et r leur rayon.
La fréquence maximale n'était à l'origine que de 7 kHz, ce qui donne une longueur d'onde d'une quarantaine de kilomètres, justifiant déjà une adaptation d'impédance pour des lignes de plusieurs kilomètres ; celle-ci devint indispensable dès lors que le multiplexage utilisait des fréquences plusieurs fois multiples.
La constante d'affaiblissement était d'environ 25 % en puissance (12 % en tension) par mille terrestre (1 609 m) à 800 Hz, valeur dont on a tiré le décibel.
L'évolution de la technologie a conduit à utiliser des paires torsadées à isolant plastique avec des conducteurs de faible diamètre. Dans ce cas, l'impédance caractéristique se calcule par
L'impédance caractéristique d'une ligne en paire torsadée avec conducteurs en cuivre de 0,5 mm espacés de 1 mm par un diélectrique polyéthylène (constante diélectrique 2,3) est ainsi de 120 Ω.